# Lac Ranau
Le lac Ranau, en indonésien Danau Ranau, se trouve à cheval sur la frontière entre les provinces indonésiennes de Lampung et Sumatra du Sud. Avec une superficie de 126 km2, c'est le deuxième lac de l'île après le lac Toba.

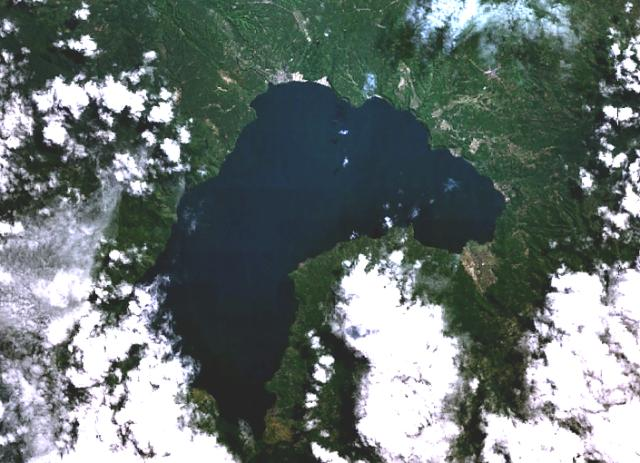
Photographie satellite du lac Ranau

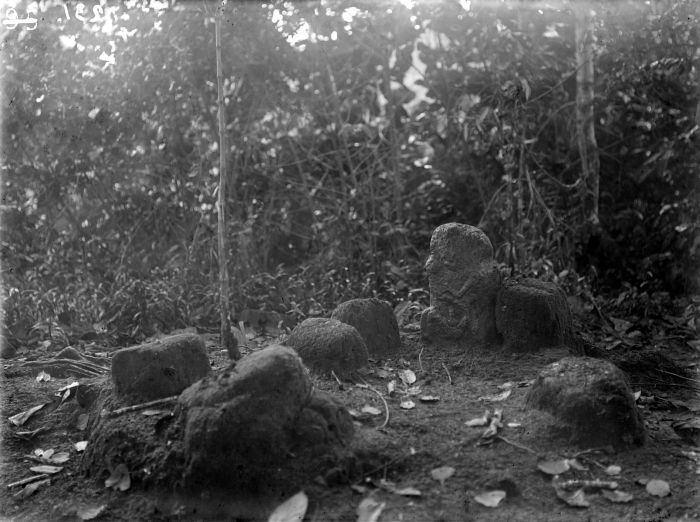
Vestiges mégalitques au nord du lac Ranau en 1931